# Raczkowa (gromada)
Raczkowa – dawna gromada, czyli najmniejsza jednostka podziału terytorialnego Polskiej Rzeczypospolitej Ludowej w latach 1954–1972.
Gromady, z gromadzkimi radami narodowymi (GRN) jako organami władzy najniższego stopnia na wsi, funkcjonowały od reformy reorganizującej administrację wiejską przeprowadzonej jesienią 1954 do momentu ich zniesienia z dniem 1 stycznia 1973, tym samym wypierając organizację gminną w latach 1954–1972.
Gromadę Raczkowa z siedzibą GRN w Raczkowej utworzono – jako jedną z 8759 gromad na obszarze Polski – w powiecie legnickim w woj. wrocławskim, na mocy uchwały nr 18/54 WRN we Wrocławiu z dnia 2 października 1954. W skład jednostki weszły obszary dotychczasowych gromad Raczkowa, Ogonowice, Czarnków, Lubień, Biskupice, Kojszków (Koiszków) i Nowa Wieś Legnicka ze zniesionej gminy Legnickie Pole w tymże powiecie. Dla gromady ustalono 12 członków gromadzkiej rady narodowej.
1 stycznia 1960 gromadę zniesiono, a jej obszar włączono do gromad: Legnickie Pole (wsie Ogonowice, Raczkowa, Czarnków, Lubień i Biskupice) i znoszonej Warmątowice (wsie Nowa Wieś Legnicka i Kojszków) w tymże powiecie.